# 鬼が来た!
『鬼が来た！』（おにがきた、原題：鬼子来了）は2000年に製作された中国映画。

## 概要
2000年のカンヌ国際映画祭にて審査員特別グランプリを受賞した。このカンヌ国際映画祭に出品する際、政府関連機関が制定した「電影管理条例（映画管理条例）」により、国務院広播電影電視行政部門の審査と批准がないと、国外にフィルムを持ち出せないことになっているが、批准を待たずしてカンヌへ持ち出してしまったために、中国国内の上映禁止と、DVDなどの映像出版物の販売禁止の処分を受けた。その後この映画は解禁され、「中国央視綱」でも検索可能である。
また、2002年の毎日映画コンクールの外国映画ベストワン賞も受賞した。

## ストーリー
第二次世界大戦下の1945年。中国河北省の万里の長城にほど近い、大河に面した村。村には日本海軍の小部隊が駐留していて、村人達とは付かず離れずの距離感で共存関係にあった。村に住む青年・馬大三の元に、夜半突然1人の男が現れ、馬に拳銃を突きつけながら二つの麻袋を預かるようにと脅して去っていった。その麻袋には日本陸軍軍曹と、日本軍に雇われた中国人通訳が入っていた。村から日本海軍の宿営地までは程近く、日本陸軍の兵士も徴発のために村に出入りしている。日本兵を捕らえていると知られると村人達の命が危ない。日本兵と中国人の、奇妙な友情と悲劇を描く。

## キャスト
- 馬大三（マー・ターサン）…姜文（チアン・ウェン）
- 花屋小三郎…香川照之
- 魚兒（ユイアル）…姜鴻波（中国語版）（チアン・ホンポー）
- 通訳・董漢臣（トン・ハンチェン）…袁丁（ユエン・ティン）
- 五舅姥爺（ウー長老）…叢志軍（ツォン・チーチュン）
- 酒塚猪吉…澤田謙也
- 野々村耕二…宮路佳具
- 丸山通信兵…長野克弘
- 小曹長…梶岡潤一
- 魚兒の舅・七爺…陳述（中国語版）（チェン・シュウ）
- 村人・二脖子（ポーツー）…蔡東東（ツァイ・トントン）
- 村人・六旺（ワン）…李叢喜（リー・ツォンシー）
- 村人・四表姐夫（スー）…史建全（シー・チエンチュアン）
- 村人・八婶子（ポーツーの母）…陳蓮梅（チェン・リエンメイ）
- 老剣客・一刀劉（リウ）…陳強（中国語版）（チェン・チアン）
- 国民党少佐・高（ガオ）…呉大維（デヴィッド・ウー）
- 通訳伍長…山田将之

## 関連書籍
- 香川照之『中国魅録「鬼が来た!」撮影日記』キネマ旬報社 2002年 ISBN 978-4873762418